# Lina Scalisi
Lina Scalisi (Adrano, 4 de mayo de 1958) es una historiadora y académica italiana, presidenta de la Academia de Bellas Artes de Catania (primera mujer en dirigir la academia, 53 años después de su fundación en 1967).
En España es Académica Correspondiente de la Real Academia de la Historia, primera historiadora siciliana y cuarta en Italia con este reconocimiento
.

## Biografía
Obtuvo una licenciatura con honores en Ciencias Políticas y un doctorado en la Universidad de Catania. 
Fue directora de la serie editorial Historia e Historias del Mediterráneo de Domenico Sanfilippo Editore y directora del Imes (Instituto Sur de Historia y Ciencias Sociales) - Sicilia (1997-2011).
Hoy es presidente de la Academia de Bellas Artes de Catania, profesor de historia moderna en la Universidad de Catania, miembro del consejo docente del Doctorado en Historia de la Scuola Normale Superiore de Pisa y de Società Italiana per la Storia dell'Età Moderna. Desde 2017 es vicepresidente del Teatro Stabile di Catania;  Es codirectora, junto con Cinzia Cremonini, de Mo.Do. - Rivista di Storia, Scienze umane e Cultural Heritage, editada por el Centro Osservatorio sul Mezzogiorno d'Europa.
También colabora con la Enciclopedia Treccani, es coordinadora nacional (desde 2020) del área Ciencias históricas, filosóficas y pedagógicas de la Agenzia nazionale di valutazione del sistema universitario e della ricerca y forma parte del Comité Nacional para las celebraciones del centenario de la muerte de Nino Martoglio, instituido en 2021 por el Ministerio de Cultura italiano.
En España es Académica Correspondiente de la Real Academia de la Historia, primera historiadora siciliana y cuarta en Italia con este reconocimiento. En la Universidad de Valladolid es miembro del comité científico de la revista “Erasmo. Revista de Historia Bajomedieval y Moderna” y miembro del grupo de investigación “Centro del poder y cultura politíca de la monarquía de España en Barroco”.
Su actividad investigadora se refiere en particular a la demografía histórica, la historia comunitaria, la historia de la aristocracia europea, la historia socio-religiosa -en particular, los cambios en las instituciones civiles y eclesiásticas de la sociedad europea después del punto de inflexión del Concilio de Trento-, pero también la energía y ambiente.

## Honores y premios
- (2013 - hoy) Académica Correspondiente de Real Academia de la Historia.[14][3]
- (2020) Premio Domenico Danzuso.[15][16]

## Opere
Algunas obras (La Sicilia degli heroi y Magnus Siculus) están traducidas al español.
- Obbedientissime ad ogni ordine. Tra disciplina e trasgressione: il monastero di Santa Lucia in Adrano. Secoli XVI-XVIII, Domenico Sanfilippo Editore, Catania, 1998, ISBN 9788885127227.
- Ai piedi dell'altare. Politica e conflitto religioso nella Sicilia d'età moderna, Meridiana libri, Roma 2001, 138pp, ISBN 9788886175678.
- Ella contribuyó a "Guerre di santi" nella provincia di Catania. Conflitti religiosi e socio-politici nei Comuni di Militelo, Mineo, Randazzo e Vizzini, Biblioteca della Provincia Regionale di Catania, Catania 2003.
- Il controllo del sacro. Poteri e istituzioni concorrenti nella Palermo di Cinque e Seicento, Viella, Roma 2004, ISBN 9788883346118 (cartaceo), ISBN 9788883341342 (cartaceo), ISBN 9788883346118 (e-book).
- Lina Scalisi, Domenico Ligresti e Pinella Di Gregorio, Agira tra XVI e XIX secolo. Studi e ricerche su una comunità di Sicilia, Sciascia ed., 2004, 704pp, ISBN 9788882411862.
- La Sicilia dei Moncada. Le corti, l'arte e la cultura nei secoli XVI e XVII, Domenico Sanfilippo Editore, Catania 2006, 311pp, ISBN 9788885127449.
- La Sicilia degli heroi: storie di arte e di potere tra Sicilia e Spagna, Domenico Sanfilippo Editore, Catania, 2008, 190pp, ISBN 9788885127487.
- Catania. L'identità urbana dall'antichità al settecento, Domenico Sanfilippo Editore, Catania 2009, ISBN 9788885127500.
- Magnus Siculus: la Sicilia tra Impero e Monarchia (1513-1578), Laterza, Roma 2012, 243pp, ISBN 9788858106181.
- Lina Scalisi e Roberto Bruno, Sviluppo e ambiente: contributi per una nuova stagione di ricerca, Sciascia ed., 2012, 365pp, ISBN 9788882413835.
- Per riparar l'incendio: le politiche dell'emergenza dal Perù al Mediterraneo, Domenico Sanfilippo Editore, Catania, 2013, 125pp, ISBN 9788885127609.
- Da Palermo a Colonia: Carlo Aragona Tagliavia e la questione delle Fiandre (1577-1580), Viella, Roma, 2019, 155pp, ISBN 9788833132297.
- Fra le mura della modernità le rappresentazioni del limite dal Cinquecento ad oggi, di Lina Scalisi e Carlos José Hernando Sánchez, Viella, Roma, 2019, ISBN 9788833132587.
- Relazioni, contesti e pratiche della narrazione, di Lina Scalisi e Pina Travagliante, Algra editore, 2019, 214pp, ISBN 9788893412810.
- Potere e sentimento. Strategie matrimoniali nel Rinascimento italiano, di Lina Scalisi, Edizioni di Storia e Letteratura, 2023, 128pp, ISBN 9788893598163.

## Note
1. 1 2  Accademia di Belle Arti di Catania. Lina Scalisi nominata nuovo presidente.
2. ↑  "Il giornalismo che verrà", a Catania i grandi nomi dell'informazione
3. 1 2  Académicos Correspondientes extranjeros, Real Academia de la Historia
4. ↑  Lina Scalisi - scheda docente
5. 1 2  Teatro Stabile di Catania, c'è il nuovo Cda: presidente il notaio Carlo Saggio
6. ↑  Lina Scalisi - scheda docente
7. ↑  Università, la prof. Lina Scalisi coordinatrice dei valutatori Anvur, Quotidiano di Sicilia
8. ↑  Cinzia Cremoni, Università Cattolica
9. ↑  MO.DO. - Rivista di Storia, Scienze umane e Cultural Heritage (PDF), 1/2.2020, ed. Cosme-Mibact.
10. ↑  PALAGONIA, Ferdinando Francesco Gravina e Bonanni, principe di, Treccani
11. ↑  PATERNO MONCADA D'ARAGONA, Luigi Guglielmo, Treccani
12. ↑  UNICT: la prof. Lina Scalisi nominata Coordinatrice d'Area dell'ANVUR, SudPress
13. ↑  Istituzione del Comitato nazionale per le celebrazioni del centenario della morte di Nino Martoglio, Ministero della cultura
14. 1 2  Lina Scalisi Acadèmica Correspondente della Real Academia de la Historia. La docente del Disum è la prima storica siciliana (e la quarta in Italia) ad ottenere il riconoscimento, in «Bollettino d'Ateneo. Università degli Studi di Catania» online del 2 luglio 2013
15. ↑  Va a Lina Scalisi il diciannovesimo Premio Danzuso, LiveSicilia
16. ↑  Premi: a Teatro Stabile Catania il XIX Danzuso, Ansa
17. ↑  Lina Scalisi su WorldCat

- Datos: Q16572630